# Selatosomus songoricus
Selatosomus songoricus là một loài bọ cánh cứng trong họ Elateridae. Loài này được Kraatz miêu tả khoa học năm 1879.